# نشان ملی شیلی
طراحی نشان ملی شیلی به سال ۱۸۳۴ بازمی‌گردد که از سوی طراح انگلیسی چارلز وود تیلور (۱۷۹۲ تا ۱۸۵۶) طراحی شد. در این طراحی فرض شده که پس‌زمینه فرضی به دو بخش مساوی تقسیم شده، بخش بالایی آبی و پایینی قرمز است. یک ستارهٔ ۵ گوش سفید نیز در مرکز قرار دارد. پرندهٔ تصویر، مهم‌ترین پرندهٔ شکاری بومی کوه‌های آند است و در سوی دیگر اسب‌شتری است که از پستانداران بومی شیلی است. هر دو جانور تاجی زرین مربوط به نیروی دریایی به سر دارند و یادآور قهرمانی‌های نیروی دریایی شیلی در اقیانوس آرام است. سه پر سه رنگ موجود در تصویر مربوط به ریاست جمهوری‌های پیشین است که از این پرها در کلاه‌شان استفاده می‌کردند. متن نوشته شده در زیر نشان به معنی «با عقل یا زور» (Por la Razón o la Fuerza) است.

## نخستین

نخستین نشان ملی شیلی

نخستین نشان ملی شیلی در دورهٔ ریاست جمهوری خوزه میگل کاره‌را در ۱۸۱۲ طراحی شد. در وسط این نشان ستونی بود که نماد درخت آزادی بود. روی ستون، کرهٔ زمین و بالاتر از آن یک برگ نخل و یک نیزهٔ سواره نظام بود و بالاتر از آنها یک ستاره قرار داشت. در دو سوی نشان نیز تصویر یک زن و مرد بود. در بالای نشان نوشته بود: «پس از تاریکی، روشنایی» و در پایین آن نوشته بود: «با مشورت یا با شمشیر».
در ۱۸۱۷ دو نشان ملی دیگر طراحی شد اما هیچ‌کدام با دوام نبود و پس از مدتی عوض شد.